# TV Cidade Verde Tangará da Serra
TV Cidade Verde Tangará da Serra é uma emissora de televisão brasileira, com sede em Tangará da Serra, MT, e é uma emissora própria da Rede Cidade Verde. Opera no canal 10 VHF analógico e 26 UHF Digital (10.1 Virtual).

## História

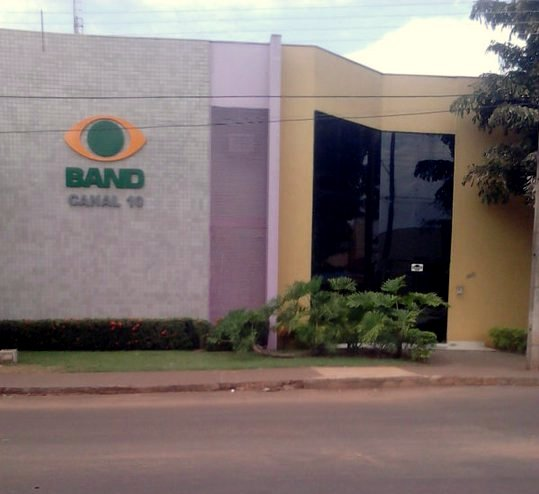
Sede da emissora, na Avenida Mauá.

A emissora foi inaugurada oficialmente em 18 de julho de 2000, retransmitindo a programação do SBT de São Paulo, enquanto outras emissoras da TV Cidade Verde eram instaladas e inauguradas no interior de Mato Grosso. A emissora já iniciou as atividades com programação local, apresentando o programa Tangará 40 graus, versão tangaraense do Cidade 40 Graus. Desde sua fundação, a emissora conquistou credibilidade do público, atingindo bons índices de audiência, conquistando os telespectadores e realizando grandes parcerias com patrocinadores e anunciantes.
Em 16 de maio de 2009, passou a transmitir a Rede Bandeirantes, um dia após o empresário Luiz Carlos Beccari romper o contrato com o SBT, que na capital Cuiabá já durava 18 anos. Com a mudança de rede, houve o alinhamento da emissora com a da capital e as do interior do estado. A mudança foi bastante significativa, principalmente porque há muitos anos a Band não era transmitida na TV Aberta em Tangará da Serra, mas em contrapartida o SBT ficou temporariamente sem sinal local na cidade, assim como aconteceu na capital, Cuiabá. 
Em  1 de setembro de 2019, deixou a Rede Bandeirantes após 10 anos de afiliação, para formar uma emissora independente, apostando em  uma programação própria e na expansão de sinal para todo o estado do Mato Grosso. Um dos principais motivos para o fim da parceria se trata da crise financeira que a rede paulista enfrenta desde 2014, culminando em atrasos no pagamento de repasses do uso de sinal ao canal mato-grossense.

## Sinal digital
| PSIP | Canal  | Proporção de tela | Programação                                                      |
| ---- | ------ | ----------------- | ---------------------------------------------------------------- |
| 10.1 | 26 UHF | 1080i             | Programação TV Cidade Verde Tangará da Serra / Rede Cidade Verde |

As transmissões do sinal digital da TV Cidade Verde iniciaram-se em 28 de novembro de 2018, por volta das 15h.

## Ver Também
- Rede Bandeirantes
- Rede Cidade Verde